# Eleição municipal de Ilhéus em 2020
A eleição municipal do município de Ilhéus em 2020 ocorreu no dia 15 de novembro (primeiro turno)  com o objetivo de eleger um prefeito, um vice-prefeito e 19 vereadores responsáveis pela administração da cidade para o mandato a se iniciar em 1° de janeiro de 2021 e com término em 31 de dezembro de 2024.

## Candidatos à prefeitura de Ilhéus
| Número | Nome                       | Partido       | Coligação                                                                         | Vice                  | Partido       |
| ------ | -------------------------- | ------------- | --------------------------------------------------------------------------------- | --------------------- | ------------- |
| 11     | Cacá                       | PP            | "O Futuro É Agora" PP, PT, PCdoB, DC, Rede                                        | Everaldo Anunciação   | PT            |
| 12     | Cosme Araújo               | PDT           | "Sem Coligação"                                                                   | Cel Dirceu            | PDT           |
| 14     | Professor Reinaldo do Ibec | PTB           | "Sem Coligação"                                                                   | Júnior da Construfort | PTB           |
| 25     | Valderico Junior           | DEM           | "Pela Mudança que Ilhéus quer" DEM, MDB, Cidadania, PTC, PSDB, Patriota           | Dorival Filho         | DEM           |
| 28     | João Barros                | PRTB          | "Sem Coligação"                                                                   | Enfermeira Daud Lima  | PRTB          |
| 50     | Bernadete Souza            | PSOL          | "Sem Coligação"                                                                   | Jackelina Meira       | PSOL          |
| 55     | Marão                      | PSD           | "O Trabalho Não Para" PSD, PSB, PODE, PL, PV, Avante, PSL, Republicanos, PSC, PMB | Bebeto                | PSB           |
| 77     | Roberto Barbosa            | Solidariedade | "Sem Coligação"                                                                   | Gildo Pinto           | Solidariedade |

## Resultados
| Candidato(a)                     | Vice                        | Coligação                                                                    | Votos recebidos | Percentual |
| -------------------------------- | --------------------------- | ---------------------------------------------------------------------------- | --------------- | ---------- |
| Marão (PSD)                      | Bebeto (PSB)                | O Trabalho Não Para (PSD, PSB, PODE, PL, PV, Avante, Republicanos, PSC, PMB) | 37.290          | 43.24%     |
| Valderico Junior (DEM)           | Dorival Filho (DEM)         | Pela mudança que Ilhéus quer (DEM, MDB, Cidadania, PTC, PSDB, Patriota)      | 20.265          | 23.50%     |
| Cacá (PP)                        | Everaldo Anunciação (PT)    | O Futuro É Agora (PP, PT, PCdoB, DC, REDE)                                   | 13.845          | 16.05%     |
| Professor Reinaldo do Ibec (PTB) | Júnior da Construfort (PTB) | PTB (sem coligação)                                                          | 6.060           | 7.03%      |
| João Barros (PRTB)               | Enfermeira Daud Lima (PRTB) | PRTB (sem coligação)                                                         | 2.943           | 3.41%      |
| Cosme Araújo (PDT)               | Cel Dirceu (PDT)            | PDT (sem coligação)                                                          | 2.932           | 3.40%      |
| Bernadete Souza (PSOL)           | Jackelina Meira (PSOL)      | PSOL (sem coligação)                                                         | 2.453           | 2.84%      |
| Roberto Barbosa (SD)             | Gildo Pinto (SD)            | Solidariedade (sem coligação)                                                | 459             | 0.53%      |

### Eleição municipal de Ilhéus em 2020 para Vereador
Na decisão para o cargo de vereador na eleição municipal de 2020, foram eleitos 21 vereadores com um total de 96.291 votos válidos. O Tribunal Superior Eleitoral contabilizou 1.760 votos em branco e 3.359 votos nulos. De um total de 122.636 eleitores aptos, 26.345 (21.48%) não compareceram às urnas .
| Nome                | Partido político | Coligação                                               | Votos recebidos | Percentual |
| ------------------- | ---------------- | ------------------------------------------------------- | --------------- | ---------- |
| Jerbson Moraes      | PSD              | Partido Social Democrático (sem coligação)              | 1.512           | 1.66%      |
| Professora Enilda   | PT               | Partido dos Trabalhadores (sem coligação)               | 1.480           | 1.62%      |
| Cesar Porto         | PSB              | Partido Socialista Brasileiro (sem coligação)           | 1.415           | 1.55%      |
| Ivo Evangelista     | REP              | Republicanos (sem coligação)                            | 1.250           | 1.37%      |
| Nerival             | PSL              | Partido Social Liberal (sem coligação)                  | 1.237           | 1.36%      |
| Paulo Carqueija     | PSD              | Cuidando de Ilhéus                                      | 1.236           | 1.36%      |
| Augustão            | PT               | Partido dos Trabalhadores (sem coligação)               | 1.218           | 1.34%      |
| Ederjúnior          | PSL              | Partido Social Liberal (sem coligação)                  | 1.206           | 1.32%      |
| Dr Aldemir          | PP               | Progressistas (sem coligação)                           | 1.178           | 1.29%      |
| Professor Gurita    | PSD              | Partido Social Democrático (sem coligação)              | 1.159           | 1.24%      |
| Fabrício Nascimento | PSB              | Partido Socialista Brasileiro (sem coligação)           | 1.151           | 1.26%      |
| Vinicius Alcântara  | PV               | Partido Verde (sem coligação)                           | 1.129           | 1.24%      |
| Kaique Souza        | PODE             | Podemos (sem coligação)                                 | 918             | 1.01%      |
| Nino Valverde       | PODE             | Podemos (sem coligação)                                 | 864             | 0.95%      |
| Cláudio Magalhães   | PCdoB            | Partido Comunista do Brasil (sem coligação)             | 805             | 0.88%      |
| Dr Tandick          | PTB              | Partido Trabalhista Brasileiro (sem coligação)          | 765             | 0.84%      |
| Luciano Luna        | PV               | Partido Verde (sem coligação)                           | 764             | 0.79%      |
| Abraão              | PDT              | Partido Democrático Trabalhista (sem coligação)         | 719             | 0.79%      |
| Edvaldo Gomes       | DEM              | Democratas (sem coligação)                              | 670             | 0.73%      |
| Ivete               | DEM              | Democratas (sem coligação)                              | 625             | 0.69%      |
| Luca Lima           | PSDB             | Partido da Social Democracia Brasileira (sem coligação) | 442             | 0.48%      |

1. ↑  «Veja as novas datas das eleições 2020 e o que ainda pode mudar». www.agazeta.com.br. Consultado em 3 de julho de 2020
2. ↑  «Resultado das apuração- Ilhéus 2020». G1 Eleições 2020. 2020. Consultado em 21 de novembro de 2020